# Bonnyrigg
Bonnyrigg är en ort i Storbritannien.   Den ligger i kommunen Midlothian och riksdelen Skottland, i den centrala delen av landet, 500 km norr om huvudstaden London. Bonnyrigg ligger 103 meter över havet och antalet invånare är 14 694.
Terrängen runt Bonnyrigg är huvudsakligen platt, men västerut är den kuperad.Runt Bonnyrigg är det tätbefolkat, med 636 invånare per kvadratkilometer. Närmaste större samhälle är Edinburgh, 10,4 km nordväst om Bonnyrigg. Runt Bonnyrigg är det i huvudsak tätbebyggt.